# Bidenichthys beeblebroxi
Bidenichthys beeblebroxi är en fiskart som beskrevs av Paulin, 1995. Bidenichthys beeblebroxi ingår i släktet Bidenichthys och familjen Bythitidae. Inga underarter finns listade.
Den har fått sitt namn efter karaktären Zaphod Beeblebrox i Douglas Adams' verk Liftarens guide till galaxen.